# Рождествено (Ічалківський район)
Рожде́ствено (рос. Рождествено, ерз. Рождествено) — село у складі Ічалківського району Мордовії, Росія. Адміністративний центр Рождественно-Баєвського сільського поселення.

## Населення
Населення — 1465 осіб (2010; 1531 у 2002).
Національний склад (станом на 2002 рік):
- росіяни — 79 %